# Бартеньки
Бартеньки — деревня в Щёлковском районе Московской области России, входит в состав городского поселения Фряново.

## Население
| 1859 | 1899 | 1926 | 2002 | 2006 | 2010 |
| ---- | ---- | ---- | ---- | ---- | ---- |
| 65   | ↗90  | ↗122 | ↘10  | ↘9   | ↘6   |

## География
Деревня Бартеньки расположена на северо-востоке Московской области, в северо-восточной части Щёлковского района, примерно в 51 км к северо-востоку от Московской кольцевой автодороги и 37 км от одноимённой железнодорожной станции города Щёлково, по левому берегу реки Ширенки бассейна Клязьмы, в устье реки Пажи.
В 6 км южнее деревни проходит Фряновское шоссе Р110, в 10 км к северо-востоку — Московское большое кольцо А108, в 18 км к юго-западу — Московское малое кольцо А107, в 16 км к северо-западу — Ярославское шоссе М8. Ближайшие населённые пункты — деревни Булаково и Коняево.

## История
В «Списке населённых мест» 1862 года Бортенки (Бортенево) — казённая деревня 1-го стана Дмитровского уезда Московской губернии по левую сторону Архангело-Богородского тракта (от Сергиевского Посада в Богородский уезд), в 64 верстах от уездного города и 22 верстах от становой квартиры, при реке Каменке, с 12 дворами и 65 жителями (27 мужчин, 38 женщин).
По данным на 1899 год — деревня Морозовской волости 1-го стана Дмитровского уезда с 90 жителями.
В 1913 году — 23 двора.
По материалам Всесоюзной переписи населения 1926 года — деревня Булаковского сельсовета Шараповской волости Сергиевского уезда Московской губернии в 18,1 км от Ярославского шоссе и 21,3 км от станции Сергиево Северной железной дороги, проживало 122 жителя (64 мужчины, 58 женщин), насчитывалось 27 крестьянских хозяйства.
С 1929 года — населённый пункт Московской области.
- 1994—2006 гг. — деревня Старопареевского сельского округа Щёлковского района
- 2006 — н. в. — деревня городского поселения Фряново Щёлковского муниципального района[12][13].